# MI9
MI9, Sekcja 9 Brytyjskiego Wywiadu Wojskowego, była oddziałem Brytyjskiego Zarządu Wywiadu Wojskowego, części Biura Wojny. Wspierała ruch oporu na okupowanych terytoriach oraz zajmowała się odzyskiwaniem alianckich żołnierzy, którzy znaleźli się za liniami wroga (np. zestrzelonych pilotów). Utrzymywała kontakty z brytyjskimi więźniami wojennymi, służąc im radą i wysyłając paczki.
Została powołana w grudniu 1940 roku i początkowo mieściła się w pokoju 424 Hotelu Metropol w Londynie, ale później została przeniesiona .